# Mini-ordinateur

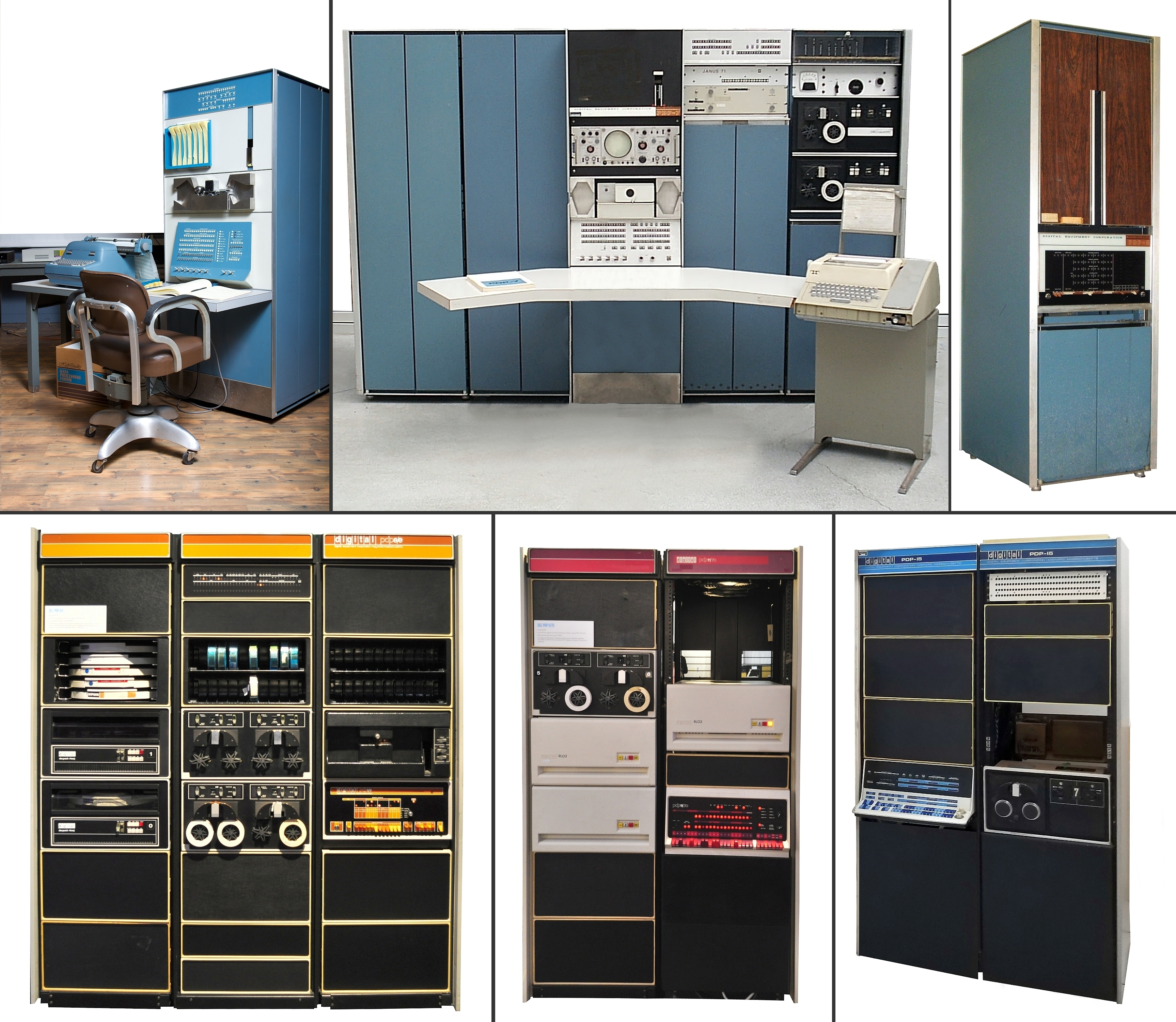
Six mini-ordinateurs populaires de Digital Equipment Corporation, rencontrés dans les années 1960 et 1970

Les mini-ordinateurs constituent à l'origine une catégorie d'ordinateurs de milieu de gamme, intermédiaires en volume, en puissance et en prix entre les ordinateurs centraux (en anglais mainframe) et quelques premiers ordinateurs personnels, populaire dans les années 1970. Pendant une période cette catégorie avait un type de matériel et de systèmes d'exploitation spécifique (par exemple les systèmes Digital Equipment Corporation dans les années 1970-1990).
Les minis étaient principalement conçus pour le contrôle industriel et scientifique, l'instrumentation, l'interaction humaine et les commutateurs de télécommunication, se distinguant ainsi du calcul pur et de la gestion des données, plutôt réservés aux grands-systèmes. Certains étaient également vendus à des fabricants d'équipements d'origine (OEM) pour une application finale spécifique. Au cours des deux décennies de l'existence de la classe des mini-ordinateurs (1965-1985), près de 100 entreprises se sont formées, mais seulement une demi-douzaine a survécu. Les mini-ordinateurs sont en grande partie remplacés entre le milieu des années 1980 aux années 1990 par les micro-ordinateurs.

## Historique

### Années 1960-1970: les débuts
Le PDP-8, lancé en 1965, est considéré comme un des premiers mini-ordinateurs de l'histoire de l'informatique. Le PDP-7 est sorti à la même époque. Mais le concept a surtout été popularisé par le PDP-11 à partir des années 1970, machine 16 bits sur laquelle et pour laquelle furent développés le langage C et UNIX, ainsi que les VAX équipés du système VMS à partir des années 1980. Des machines comparables et contemporaines du PDP-11 sont le T1600 de Télémécanique Électrique, le Mitra 15 de la CII ou les Data General Nova et Supernova.

Les premiers mini-ordinateurs de DEC ou de la Télémécanique ne travaillaient pas en octets, car ils étaient destinés à un usage industriel ou laboratoire : les capteurs travaillant sur 10 à 12 bits, la taille du mot leur était adaptée. L'octet, utilisé à partir du PDP-11, du Multi-8 d'Intertechnique ou du T1600 de Télémécanique, a profité de la baisse des coûts de la mémoire pour faciliter l'adaptation de ces appareils aux télécommunications.

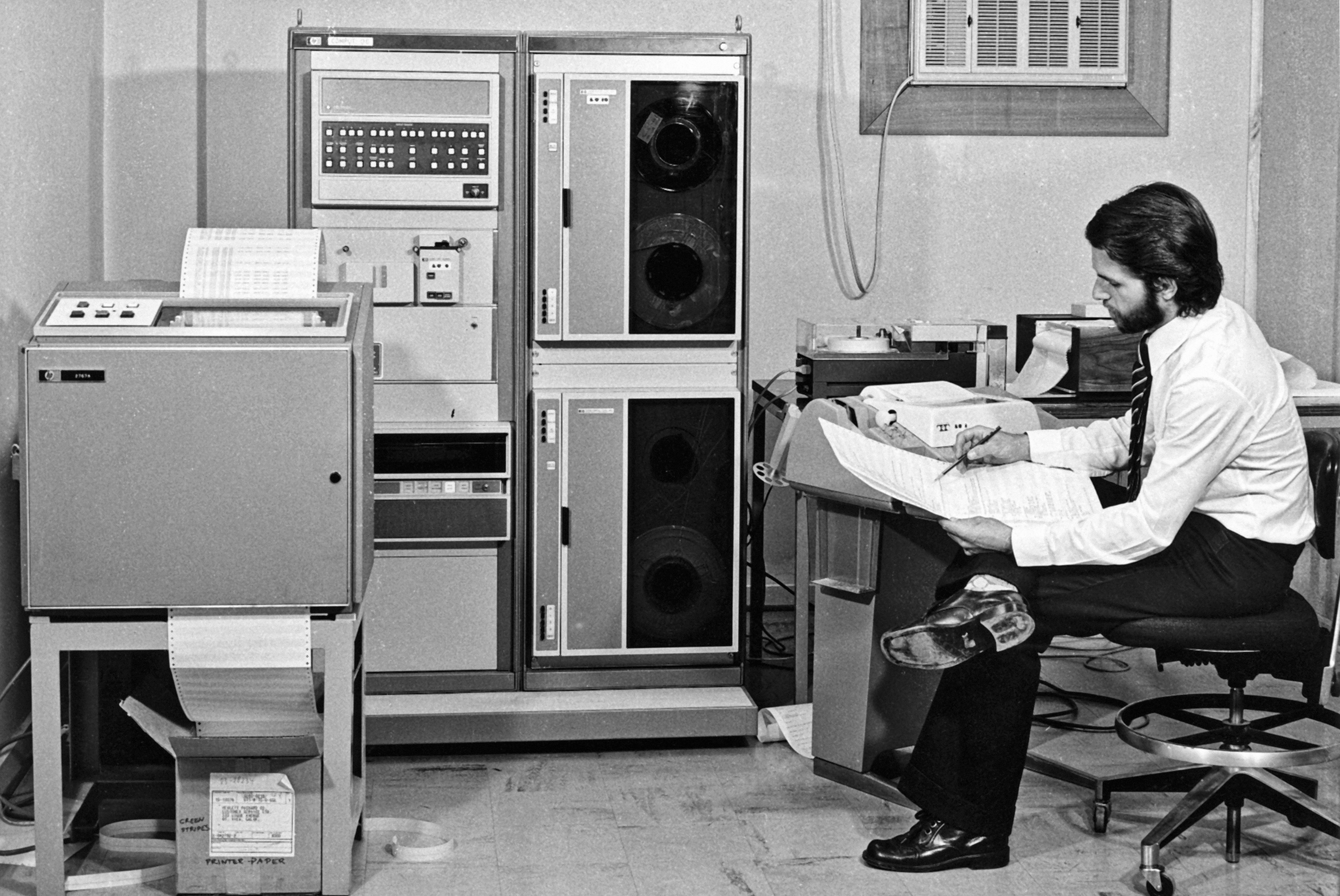
Mini-ordinateur HP2100 en 1974

En 1966 Hewlett-Packard a développé son premier mini-ordinateur 16 bits, le HP-2116 suivi d'un mini-ordinateur de gestion, le HP 3000, en 1973. HP commercialisa aussi les HP-250 à 300, autres micro-ordinateurs de gestion à partir de 1978 et également le HP-1000, ordinateur temps-réel scientifique et d'acquisition de données en 1979.
À partir de la fin des années 1960, les activités dans l'électronique peinent à faire face à une forte croissance ; elles sont stimulées par l'intérêt des industriels de l'électroménager[réf. nécessaire], par les besoins pour le calcul nucléaire[Quoi ?] et sa décentralisation, ainsi que par la demande de calculateurs pour d'autres industries. La convergence de ces demandes va donner naissance au mini-ordinateur.
Les mini-ordinateurs permettront l'émergence de l'informatique distribuée et les premières grappes.

### Années 1980-1990: l'apogée et le déclin

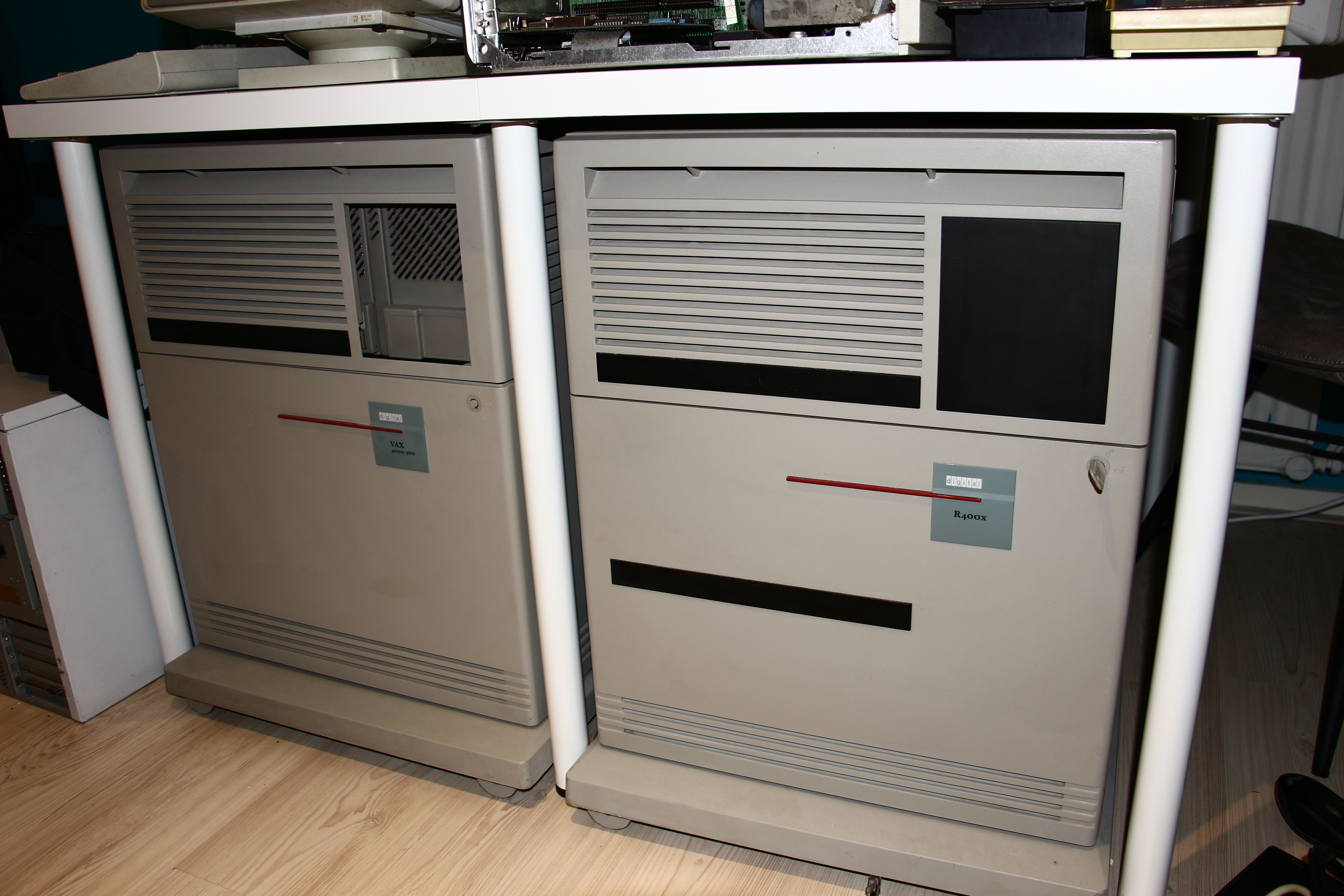
Deux mini-ordinateurs VAX 4000, sortis en 1990

À la suite de l'évolution des techniques et de la montée en puissance des ordinateurs personnels, les caractéristiques techniques des ordinateurs de milieu de gamme se confondent avec celles des micro-ordinateurs. Les micro-ordinateurs de milieu de gamme remplacent progressivement les mini-ordinateurs qui sont remplacés par des serveurs ou stations de travail, en référence à l'usage le plus courant qui est fait de ces machines. La désignation mini-ordinateur n'est plus utilisée par les fabricants.
Jusqu'en 2008, les IBM i sont les derniers mini-ordinateurs de gestion encore commercialisés. Bien qu'employant des micro-processeurs, ils possèdent des spécificités matérielles et logicielles les différenciant de l'architecture « micro » rencontrée sur les serveurs et stations de travail : processeurs Intel ou ARM, systèmes Windows, macOS ou Linux.

## Quelques mini-ordinateurs typiques

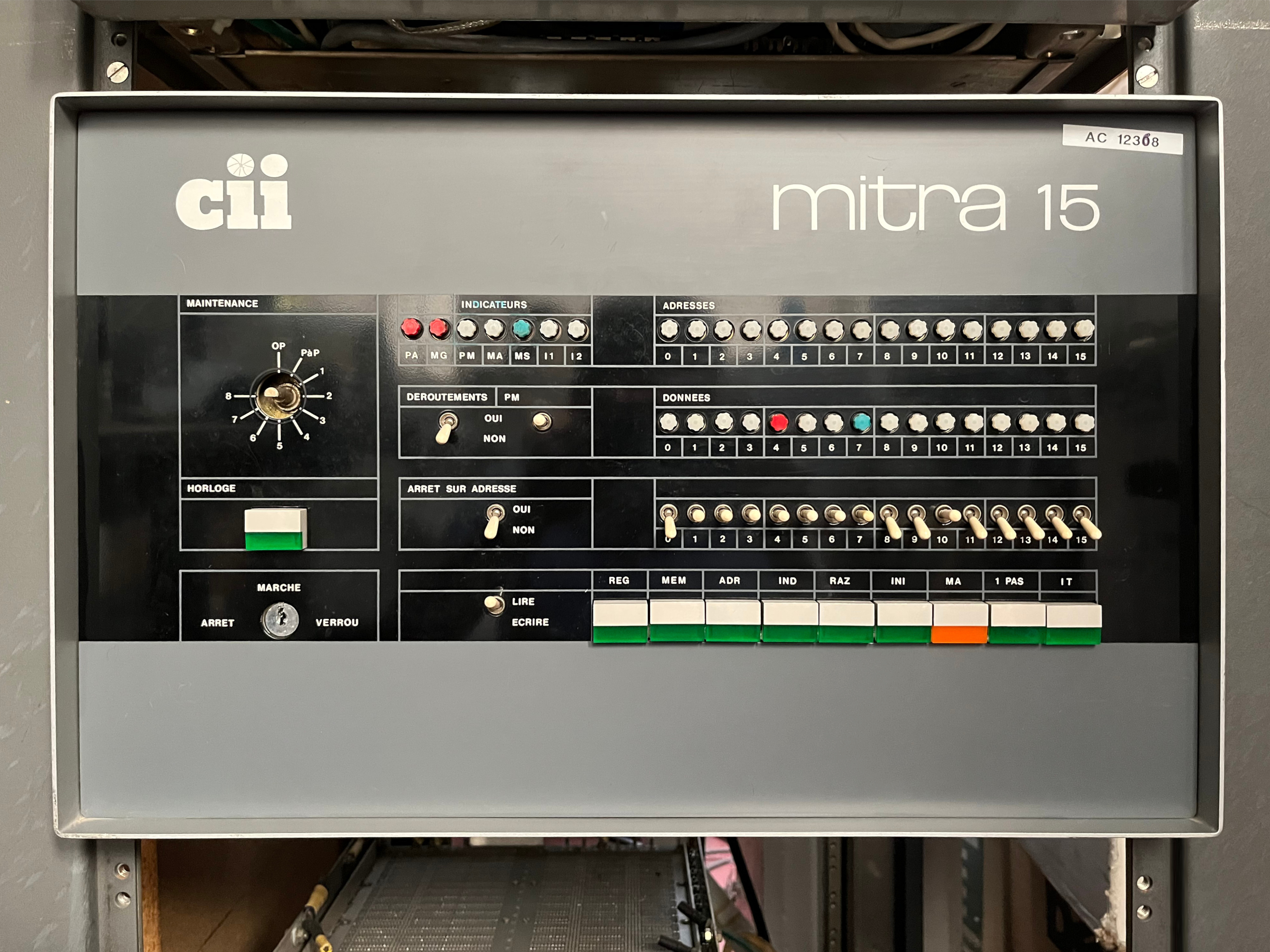
Panneau avant d'un Mitra 15 (collection de l'ACONIT, Grenoble)

- La gamme des Programmed Data Processor du constructeur Digital Equipment Corporation (tous modèles confondus à l'exception du PDP-10)
- VAX, de Digital Equipment Corporation, remplaçant des PDP-11 et populaires jusqu'aux années 1990
- Data General Nova
- System i d'IBM, encore commercialisé aujourd'hui
- CII Mitra 15 et ses prédécesseurs
- T2000 et T1600 de Télémécanique
- Solar 16 (puis Bull DPS-5), successeurs du T1600
- DPS-6 de Bull
- HP-250 à 300, HP-1000, HP 3000 de Hewlett-Packard
- Prime Computer
- TI-990 (en)